# Малий Утлюг
Малий Утлюг — селище в Україні, у Мелітопольському районі Запорізької області. Входить до складу Семенівської сільської громади. Населення становить 181 особу.

## Географія
Селище Малий Утлюг знаходиться біля початків річки Малий Утлюк, нижче за течією на відстані 4 км розташоване селище Степне.

## Історія
- 1929 — дата заснування.
- До 2019 року орган місцевого самоврядування — Новгородківська сільська рада.